# Thalpomys cerradensis
Thalpomys cerradensis är en däggdjursart som beskrevs av Hershkovitz 1990. Thalpomys cerradensis ingår i släktet Thalpomys och familjen hamsterartade gnagare. IUCN kategoriserar arten globalt som livskraftig. Inga underarter finns listade.
Denna gnagare förekommer i savannen Cerradon i centrala Brasilien.